# Balatonfüredi KSE
A Balatonfüredi KSE egy magyar kézilabdacsapat Balatonfüreden.

## Története
Éppen ötven esztendővel az első kispályás balatonfüredi kézilabda csapat megalakítása után, 2007-ben jutott fel a Balatonfüredi KSE a Nemzeti Bajnokság első vonalába. A sikeres megkapaszkodás után hamarosan a mezőny meghatározó középcsapatává léptek elő a füredi kézilabdások. A fejlődésben nem álltak meg itt és a 2010-es években Sótonyi László irányításával két bajnoki- és kupa bronzérmet szereztek és így négyszer is indulhattak az EHF által kiírt valamelyik nemzetközi kupában. A nemzetközi mezőnyben a legnagyobb sikerüket a 2015-ös esztendőben, Csoknyai István irányításával érték el. Bejutottak az EHF Kupa csoportkörébe, ahol az erős mezőnyben legyőzték horvát vetélytársukat és pontot szereztek Svédországban.
A 2017/18-as idényben tizennégy pontos előnnyel a negyedik helyen zárt a Csapat, míg a Magyar Kupában egy újabb bronzérmet gyűjtött be. Ezek az eredmények ismételten feljogosítanak az EHF Kupa indulásra. A 2018/19-es idény is hasonló sikereket hozott a hazai vetélkedésben (4. hely a bajnokságban és kupa bronzérem), ehhez jött az újabb csoportkörös szereplés az Európai második számú kupában. Ebben a szezonban négy játékosunk lett világbajnoki szereplő és újabb kettő csatlakozott hozzájuk az EB selejtezőkön.
A 2019/20-as idény a koronavírus járvány miatt március közepén félbeszakadt, majd a Szövetség befejezetté (eredménytelenné) nyilvánította. Így soha nem tudjuk meg, hogy egy sikeres véghajrával hová jutottunk volna a felnőtt mezőnyben, illetve a csoportjukat toronymagasan vezető ifik behúzták volna az újabb aranyat, vagy a serdülők beértek volna a négyes döntőbe. Ötven nap otthoni munka után május elején óvatosan újra elindítottuk az edzéseket, már az új, György László/ Imre Vilmos szakvezető páros előírásai szerint.  A szezon ezzel az “elő alapozással” zárul.
A felnőtt mezőny mellett György László irányításával hazánk egyik legeredményesebb utánpótlás bázisa alakult ki Balatonfüreden. Három junior arany-, és egy  ifi arany-,  két ezüst- és egy bronzérem mellett egy serdülő arany került eddig a füredi vitrinbe. Ennél is többet mond, hogy a jelenlegi felnőtt keret húsz tagjából tízen itt nevelkedtek. Külön öröm és büszkeség számunkra, hogy tizenegy füredi nevelésű fiatal – Zdolik Bence, Bóka Bendegúz, Bánhidi Bence, Faluvégi Rudolf, Gerdán Tibor, Győri Mátyás, Hornyák Péter, Máthé Dominik, Szita Zoltán, Szöllősi Balázs és Kemény László - már bemutatkozhatott a nemzeti válogatottban, Andó Arián meg 2019 őszén kapott meghívót. Nevelő egyesületként örülünk, hogy négy volt füredi már a Bajnokok Ligájában is bemutatkozhatott. 
  A jelenlegi felnőtt- és utánpótlás keretben húsz füredi szerepel! Rajtuk kívül a felnőtt válogatott kapitányaként Csoknyai István, kapusedzőjeként pedig Szathmári János dolgozott a 2018/19-es idényben. A Szkopjei ifi VB-n ötödik helyezett korosztályos válogatott kapitánya utánpótlás igazgatónk, Kárpáti Krisztián volt.
Balatonfüreden három csarnok szolgálja a kézilabdát. Felnőtt csapatunk a Balaton Szabadidő- és Konferencia Központ nemzetközi minősítésű pályáján játszik. Fiataljaink rendelkezésére két iskolai csarnok, a Lóczy Gimnáziumé és az Eötvös Loránd Iskoláé áll. Az utóbbi egyben a korosztályos együttesek mérkőzéseinek is a színhelye. Kézilabdásaink felkészülését (is) segíti a Városi uszoda, míg fiataljaink az Akadémia Hotelben lakhatnak.
Mindezek igazolni látszanak a Balatonfüredi KSE középtávú sportpolitikai céljait. Miszerint, a BKSE elsősorban a saját utánpótlás bázisára támaszkodó, az itt nevelkedett, vagy még korosztályosként leigazolt és lehetőség szerint magyar fiatalokból álló együttest versenyeztessen a felnőtt bajnokságban, miközben folyamatosan képezi az utánpótlást. 

## Névváltozások
- 1992–1995 Balatonfüredi SC
- 1995–1998 PEVA-FELSÁL-BSC
- 1998–2000 FELSÁL BKC
- 2000-2002 Balatonfüredi KC
- 2002–2008 Balatoni KC
- 2008–2009 Balatonfüredi KC
- 2009-  Balatonfüredi KSE

### Mezgyártók és főszponzorok
| Időszak   | Mezgyártó                                          | Főszponzor                                                      |
| --------- | -------------------------------------------------- | --------------------------------------------------------------- |
|           | Gems                                               |                                                                 |
| 2007–2008 | Balaton Volán Zrt.                                 |                                                                 |
| 2008–2009 | / Balaton Volán Zrt. / Kinizsi Bank                |                                                                 |
| 2009–2010 | Bradimpex Kft. / Kinizsi Bank                      |                                                                 |
| 2010–2011 | Bradimpex Kft. / Balaton Volán Zrt. / Kinizsi Bank |                                                                 |
| 2011–2012 | Sennebogen / Balaton Volán Zrt. / Kinizsi Bank /   |                                                                 |
| 2012–2013 | Sennebogen / Balaton Volán Zrt. / 77 Elektronika   |                                                                 |
| 2013–2015 | Erima                                              | Sennebogen / Balaton Volán Zrt. / 77 Elektronika / Kinizsi Bank |
| 2015–     | Erima                                              | 77 Elektronika / Sennebogen / Volkswagen / TakarékBank / Probio |

## A csapat
2020/21-es szezon
| Kapusok - * Seprős Bence - 12 Bősz Dániel - 96 Andó Adrián Szélsők - 07 Bóka Bendegúz - 30 Ág Bálint - Brandt Balázs - Pedro Rodrigez Irányítók - Szöllősi Balázs - Kőhegyi Ákos Beállósok - 03 Kemény László - 0 Szűcs Bence - 22 Petar Topic - 0 Vajda Huba - 0 Dénes János | Átlövők - 06 Varga Márton - Pulai Gábor - Horváth László - 10 Draskovics Gellért - 43 Aliaksei Shynkel - Határ Péter |

## Sikerek

### Országos bajnokság és kupa
Nemzeti Bajnokság I
- 3. hely (2): 2011–12, 2013–14

Magyar Kupa
- Bronzérem (4): 2009–10, 2015–16, 2017–18, 2018–19

Nemzeti Bajnokság I/B
- Második hely (5): 2000–01, 2003–04, 2004–05, 2005–06, 2006–07

### Nemzetközi kupaszereplés
EHF-kupa
Csoportkör: 2015, 2019

## Ismertebb játékosok
- Szöllősi Balázs
- Bóka Bendegúz
- Zdolik Bence
- Székely Márton
- Bánhidi Bence
- Iváncsik Tamás
- Uroš Vilovski

## Külső hivatkozások
- A klub hivatalos honlapja (magyarul)
- [https://www.facebook.com/balatonfuredikc/?ref=bookmarks